# Na-Hang-Nui-Ba-Naturschutzgebiet
Koordinaten: 21° 48′ 11,5″ N, 105° 13′ 4,8″ O
Das Naturschutzgebiet Na-Hang-Nui-Ba wurde im Jahr 1994 errichtet und liegt im Nordwesten von Vietnam, in der Tuyên Quang  Provinz. Die Flächenausdehnung des Schutzgebietes beträgt etwa 200 Quadratkilometer. 

## Bestand
Grund für seine Einrichtung ist der erst 1992 entdeckte Tonkin-Goldaffe (Pygathrix avunculus). 2002 zählten die hier arbeitenden Forscher 260 Tonkin Goldaffen. Daneben leben dort auch der Kragenbär, auch Asiatischer Schwarzbär oder Mondbär genannt (Ursus thibetanus), eine Leoparden-Art und gefährdete Schildkrötenarten.